# Філіпп Неріуш Вальтер
Філіпп Неріуш Вальтер (1810—1847 рр.) — французький хімік, професор органічної хімії польського походження, керівник хімічної лабораторії в Школі Центральних Мистецтв і Ремесла в Парижі.
Відомий тим, що виконав у 1840 р. перший докладний аналіз озокериту (земного воску) з Галичини. Філіпп Неріуш Вальтер дав такий опис хімічного складу озокериту: «складається з вуглецю та водню, погано розчиняється в спирті та ефірі, а сірчана кислота не діє на нього», і у загальному висновку резюмував його подібність до нафти.
Крім того, Ф. Вальтер ще 1837 р. разом із паризьким хіміком та аптекарем, членом Хімічного Інституту Юзефом Пеллетером (1788—1842 рр.) виконав фракціоновану дистиляцію нафтової ропи. Опис процесу було опубліковано у 1840 р. у французьких хімічних та фармацевтичних журналах, а також у німецькій науковій пресі.

## Окремі роботи
- Walter, Ph. (1840). Note sur une cire fossile de la Galicie: Annales de chimie et de physique. Paris. T. 75. (In French)
- P. Walter Note sur une cire fosille de la Gallicie Ann Chemie Phys, 75 (1840)